# Alfatar
Alfatar (búlgaro: Алфатар) é uma cidade da Bulgária, localizada no distrito de Silistra. A sua população era de 1 714 habitantes segundo o censo de 2010.

## População
| Alfatar | Alfatar | Alfatar | Alfatar | Alfatar | Alfatar | Alfatar | Alfatar | Alfatar | Alfatar | Alfatar | Alfatar | Alfatar | Alfatar | Alfatar | Alfatar | Alfatar | Alfatar | Alfatar | Alfatar |
| --- | ------- | ------- | ------- | ------- | ------- | ------- | ------- | ------- | ------- | ------- | ------- | ------- | ------- | ------- | ------- | ------- | ------- | ------- | ------- |
| Ano | 1887    | 1910    | 1934    | 1946    | 1956    | 1965    | 1975    | 1985    | 1992    | 2001    | 2002    | 2003    | 2004    | 2005    | 2006    | 2007    | 2008    | 2009    | 2010    |
| População |         |         |         | …       | …       | 3,648   | 3,250   | 2,899   | 2,468   | 2,122   | 2,080   | 2,000   | 1,971   | 1,918   | 1,907   | 1,855   | 1,800   | 1,778   | 1,714   |
| Fontes: Instituto Nacional de Estatísticas, „citypopulation.de“, „pop-stat.mashke.org“, Bulgarian Academy of Sciences |         |         |         |         |         |         |         |         |         |         |         |         |         |         |         |         |         |         |         |